# Corniche Président John Kennedy
Corniche Président John Kennedy is een kustweg langs de Middellandse Zee in Marseille. De weg loopt van Endoume in het 7e arrondissement, langs Vallon des Auffes naar de plages du Prado. De weg is deels uitgevoerd als 2 rijbanen met 2 rijstroken en heeft een breed voetpad aan de zeezijde. De boulevard is vernoemd naar John F. Kennedy.
Op verschillende plekken zijn er trappen naar de rotskust. Ook het zandstrand Plage du Prophète is bereikbaar met trappen.

## Monumenten
De monumenten Monument aux Morts de l'Armée d'Orient en Monument aux Repatriés d'Afrique du Nord zijn aan de corniche gelegen.

## Altitude Zéro
Het nul-niveau van het zeewater (Altitude Zéro) van Frankrijk werd na 12 jaar van metingen (in de periode 1885 - 1897) vastgesteld op basis van een meetlocatie van het zeewater langs deze weg.

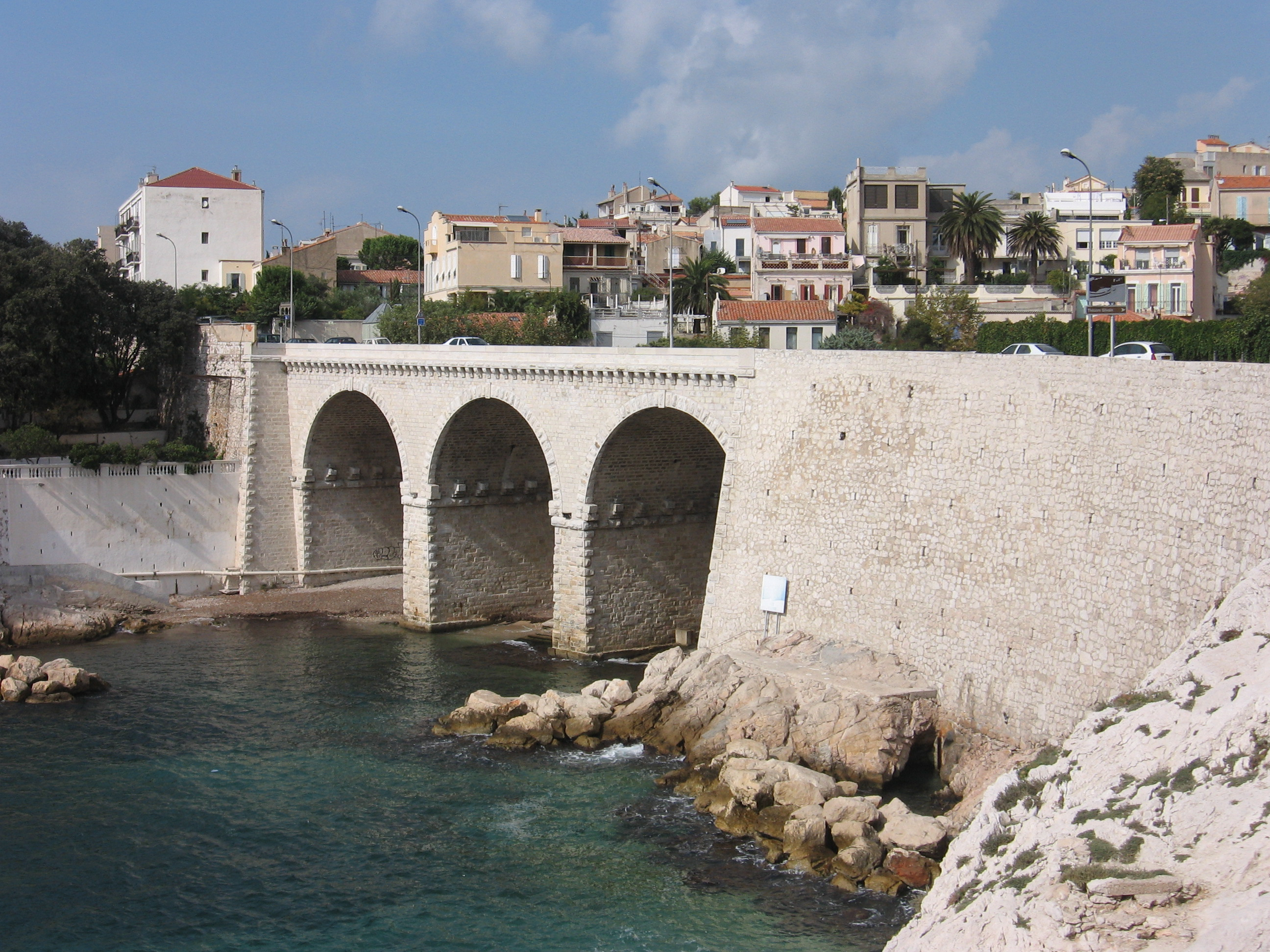
Brug
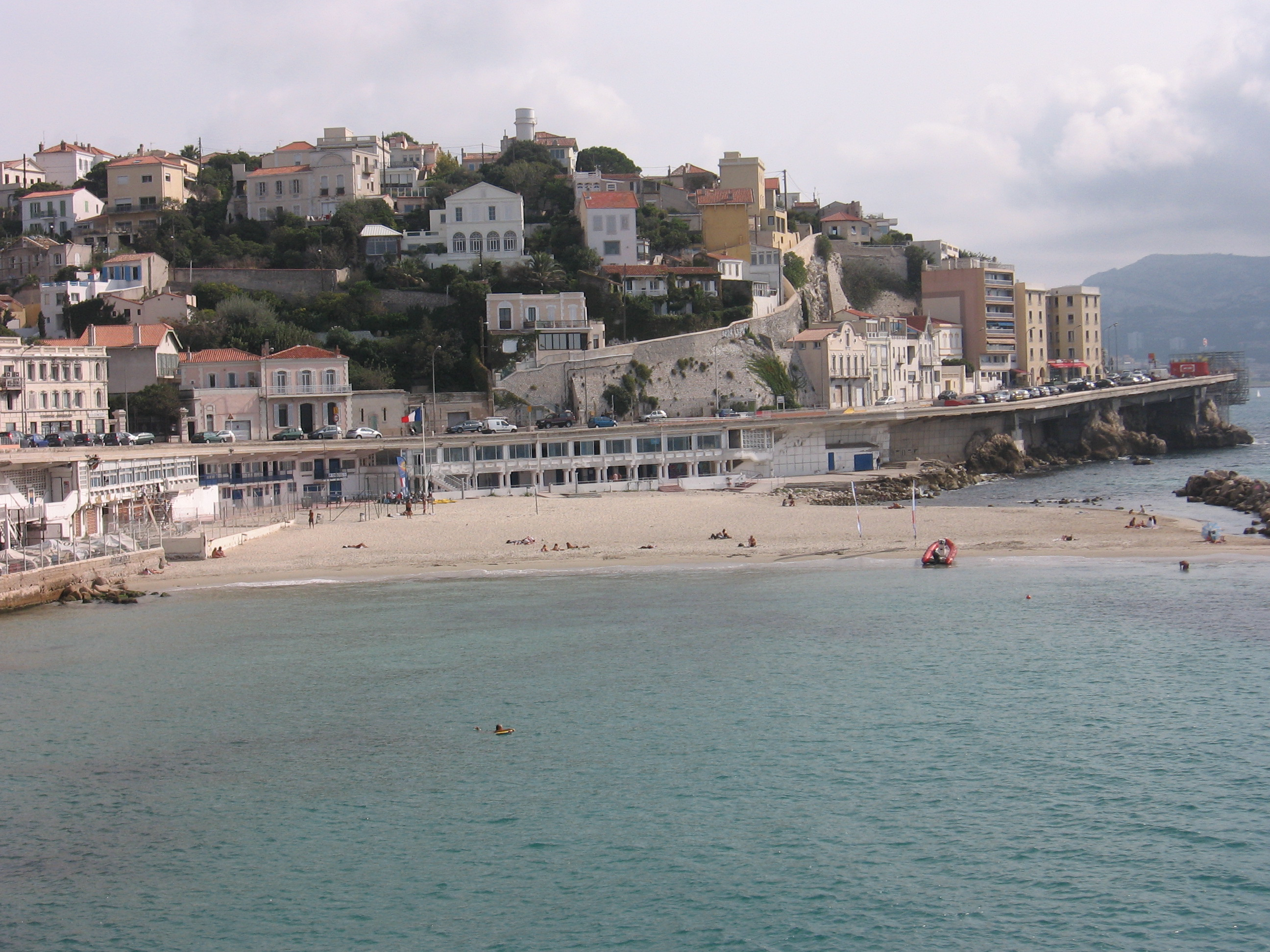
De weg met het strandje Plage du Prophète